# 併呑集合
数学の関数解析学関連分野においてベクトル空間の部分集合が併呑集合（へいどんしゅうごう、英: absorbing set, absorbent set）とは、その部分集合を「膨張」させて空間の任意の点を含むようにできるものを言う。

## 定義
実あるいは複素数体 F 上のベクトル空間 X を考える。
X の部分集合 A, B に対し、適当な正数 α が存在して、|λ| ≥ α なる任意のスカラー λ に対して λA ⊃ B が成立するとき、A は B を併呑すると言う。ただし、λA := {λa : a ∈ A} である。X の部分集合 A が X の任意の点を併呑するとき、A は X の併呑集合であるという。

## 例
- 任意の位相線型空間において、零ベクトル 0 の近傍は併呑である。特に半ノルム線型空間において、単位球体は併呑である。
- 局所凸空間において樽は定義により併呑である。樽は任意の有界完備凸部分集合を併呑する。さらに空間が準完備ならば樽は任意の有界部分集合を併呑する。

## 性質
- 有限個の併呑集合の共通部分は、併呑である。